# Treme (phim truyền hình)
Treme (/trəˈmeɪ/ trə-MAY) là một bộ phim truyền hình chính kịch của Hoa Kỳ do hai nhà văn David Simon và Eric Overmyer sáng tạo phát sóng trên kênh HBO, dự án chính thức công chiếu đến đại chúng xuyên suốt hơn ba năm từ 2010 đến 2013. Sở hữu tổng cộng 36 tập trải dài trong bốn phần phim, Treme có sự góp mặt của dàn diễn viên bao gồm Khandi Alexander, Rob Brown, Chris Coy, Kim Dickens, India Ennenga, John Goodman, Michiel Huisman, Melissa Leo, Lucia Micarelli, David Morse, Clarke Peters, Wendell Pierce, Jon Seda, Steve Zahn cùng một số nghệ sĩ biểu diễn âm nhạc ở khu vực New Orleans.
Nguồn cảm hứng tựa phim đến từ Tremé - một khu phố của New Orleans. Lấy bối cảnh sau ba tháng kể từ thời điểm cơn bão Katrina quét sạch mọi thứ về nhân mạng và tài sản, cư dân các vùng chịu thiệt hại nặng nề nhất trong đó có người da đỏ Mardi Gras phải ra sức cố gắng phục dựng lại nhà cửa, cuộc sống và nền văn hóa truyền thống sau hậu quả của trận thiên tai chết chóc nhất năm 2005 và tình trạng triều cường gây lũ lụt nghiêm trọng trong thành phố.
Về mặt chuyên môn, Treme được giới phê bình đón nhận vô cùng tích cực, đặc biệt là màn hóa thân của dàn diễn viên và nghệ sĩ trình diễn âm nhạc, cũng như dành lời khen vì đã khắc họa rõ nét nền văn hóa bản địa vùng New Orleans. Với cả ba mùa phim, tác phẩm nhận về tổng cộng 6 đề cử Giải Emmy Giờ Vàng, chiến thắng hạng mục Hòa Âm Xuất Sắc Nhất cùng 2 đề cử âm nhạc tại Lễ Trao Giải Grammy Lần Thứ 53.

## Tiền đề
Ba tháng sau cơn bão Katrina, khu phố Tremé thuộc vùng New Orleans tổ chức "cuộc diễu hành hàng hai" đầu tiên. Chứng kiến cảnh tượng hoang tàn vì trận lũ lụt càn quét, Albert Lambreaux bắt tay vào dọn dẹp thiệt hại thay vì để ý đến lời cầu xin trở về Houston của con gái mình. Một đoàn truyền hình Anh phỏng vấn Creighton Bernette, vị giáo sư đại học bắt đầu nổi cơn thịnh nộ trước hàm ý của cánh truyền thông về việc thành phố không đáng để xây dựng lại, ông liền chộp lấy micrô từ tay phóng viên và ném xuống sông. 
LaDonna Batiste-Williams - bà chủ quán rượu tình cờ phát hiện từ một người bạn luồn tin đứa em Daymo mất tích sau trận thiên tai hiện đang bị cảnh sát bắt giữ, sĩ quan Toni Bernette báo không thể tìm thấy tung tích Daymo trong bất kỳ hồ sơ chính thức nào về các tù nhân bị giam cầm tại thời điểm đó, nhưng cô phát hiện ra chi tiết hai bức ảnh trên báo cho thấy thằng bé đang ở giữa một nhóm phạm nhân bị đưa qua cầu vượt...

## Diễn viên

### Vai chính
- Khandi Alexander trong vai LaDonna Batiste-Williams — Chủ sở hữu điều hành quán rượu ở New Orleans đã trải qua một đời chồng. LaDonna thường xuyên di chuyển qua lại giữa New Orleans và Baton Rouge, đây cũng là nơi cô sống với hai con trai từ cuộc hôn nhân trước và người chồng hiện tại (Larry Williams). Thực chất LaDonna bị chồng gây áp lực buộc phải chuyển đến Baton Rouge vì cô không còn ràng buộc gì với New Orleans nữa. Người mẹ già mà cô chăm sóc đã từ chối rời thành phố khi đang cố gắng tìm kiếm đứa con trai (Daymo) mất tích trong cơn bão.
- Rob Brown trong vai Delmond Lambreaux – Con trai của Albert, một nghệ sĩ thổi kèn cừ khôi. Anh thấy mình bị thu hút bởi âm nhạc và bầu không khí của thành phố New York hơn là quê nhà New Orleans. Nhân vật Delmond dựa trên nhà cải cách nhạc jazz Donald Harrison Jr. sau một lần ông được nhà sản xuất mời đến tư vấn cho loạt phim.
- Kim Dickens trong vai Janette Desautel – Một đầu bếp gặp khó khăn khi đang cố gắng trụ vững công việc kinh doanh nhà hàng của mình trong khi chờ đợi bảo hiểm chi trả cho những thiệt hại của cô vì cơn bão. Davis và Janette duy trì một mối quan hệ bình thường nhưng vô cùng sóng gió.
- John Goodman[a] trong vai Creighton Bernette (phần 1, ngôi sao khách mời mùa 2) – Chồng của Toni, giáo sư tiếng Anh tại Đại học Tulane. Ông đang viết một cuốn tiểu thuyết về trận Đại Hồng Thủy Mississippi năm 1927 và là một người nhiệt tình quảng bá văn hóa thành phố. Nhân vật của ông được lấy cảm hứng từ blogger người New Orleans ngoài đời thực - Ashley Morris.
- Michiel Huisman trong vai Sonny – Một nhạc sĩ đường phố đến từ Amsterdam, anh gặp Annie khi cô đang đi du lịch bụi ở Châu Âu. Tuy nhiên với thói quen dùng ma túy của anh đã gây ra hàng loạt vấn đề trong cả mối quan hệ cá nhân và nghề nghiệp.
- Melissa Leo trong vai Antoinette "Toni" Bernette - Một luật sư về quyền công dân, cô đồng hành cùng LaDonna cố gắng tìm kiếm người em trai mất tích của thân chủ. Toni bảo vệ các nhạc sĩ và những người bị hệ thống tư pháp trong thành phố lạm dụng. Chính việc không ngừng điều tra về tội tham nhũng của Sở Cảnh Sát New Orleans (NOPD) đã khiến tính mạng của cô và con gái gặp nguy hiểm.
- Lucia Micarelli trong vai Annie Talarico – Một nghệ sĩ vĩ cầm được đào tạo bài bản, cô và bạn trai Sonny chơi nhạc trên khắp các con đường của Khu Phố Pháp để kiếm tiền boa.
- Clarke Peters trong vai Albert "Big Chief" Lambreaux – Thủ lĩnh người da đỏ Mardi Gras rất được kính trọng trong cộng đồng, ông là hiện thân của truyền thống người Mỹ gốc Phi thuộc tầng lớp lao động trong thành phố. Sau khi trở về nhà và chứng kiến thảm cảnh hư hại nghiêm trọng, ông chuyển đến một quán bar nhỏ, cố gắng sửa chữa  trong khi làm việc để đưa các thành viên khác của bộ tộc và con trai Delmond trở lại thành phố.
- Wendell Pierce trong vai Antoine Batiste – Một nghệ sĩ kèn trombonist không ngừng tìm kiếm buổi biểu diễn tiếp theo của mình. Antoine sống với mẹ của đứa con út và hiếm khi gặp hai người con của vợ cũ LaDonna, một phần vì ông không có xe để di chuyển kể từ sau cơn bão và phải dựa vào taxi hoặc phương tiện giao thông công cộng. Ông là trưởng nhóm ban nhạc Antoine Batiste and his Soul Apostles và làm bán thời gian với tư cách là trợ lý giảng dạy âm nhạc tại một trường trung học cơ sở địa phương.
- Steve Zahn trong vai Davis McAlary – Một nhạc sĩ và DJ tình nguyện trên đài phát thanh địa phương WWOZ-FM. Davis xuất thân từ gia đình khu phố trên nhưng hiện đang sống ở Tremé. Anh dành hết tình cảm của mình cho nền văn hóa New Orleans và không ngừng tìm cách kích động sự phẫn nộ của xã hội trước những nhận thức về nạn bất công.
- India Ennenga trong vai Sofia Bernette (phần 2–4, vai định kỳ mùa 1) – Con gái tuổi teen của Toni và Creighton. Trong phần ba, NOPD liên tục nhắm đến Sofia nhằm nỗ lực ngăn cản mẹ cô điều tra vụ tham nhũng của cảnh sát New Orleans.
- David Morse trong vai Terry Colson (phần 2–4, vai định kỳ mùa 1) – Bạn của Toni Bernette và là một sĩ quan cảnh sát trung thực làm việc với tư cách là trung úy thay ca cho NOPD. Ông bí mật hợp tác với FBI trong việc điều tra tham nhũng của cảnh sát thành phố.
- Jon Seda trong vai Nelson Hidalgo (phần 2–4) – Một nhà phát triển bất động sản đến New Orleans để tìm kiếm cơ hội trong việc xây dựng lại thành phố thời hậu Katrina.
- Chris Coy trong vai L.P. Everett (phần 3–4) – Một phóng viên trẻ của tổ chức phi lợi nhuận ProPublica mới đến New Orleans, anh đang điều tra về tội ác đã xảy ra trong cơn bão Katrina. Nhân vật lấy cảm hứng từ phóng viên A. C. Thompson ngoài đời thực.

### Vai dịnh kỳ
- Lance E. Nichols trong vai Larry Williams – Chồng của LaDonna và là một nha sĩ ở Baton Rouge. Larry luôn cố gắng thúc giục LaDonna bán quán bar và ngôi nhà mẹ vợ ở New Orleans để cô có thể dành toàn thời gian chăm lo cho các con và ông.
- Phyllis Montana LeBlanc trong vai Desiree – Bạn gái mạnh mẽ của Antoine, hai người có với nhau một đứa con. Cô đấu tranh chống luật thu hồi đất.
- Ntare Guma Mbaho Mwine trong vai Jacques Jhoni – Bếp phó trung thành của Janette. Anh phải đối mặt với một số vấn đề về nhập cư và có mối quan hệ tình cảm với Janette.
- Davi Jay trong vai Robinette – Một người thu gom rác có liên kết với Nelson Hidalgo và hỗ trợ các dự án phá dỡ của anh ấy.
- Elizabeth Ashley trong vai Dì Mimi – Bà dì mê khoa trương của Davis. Dù thân thiết nhưng họ bắt đầu cãi vã khi cùng nhau thành lập công ty thu âm.
- Edwina Findley trong vai Davina Lambreaux – Con gái của Albert và em gái của Delmond.
- Steve Earle trong vai Harley Wyatt (phần 1–2) – Một nhạc sĩ đường phố tài năng, người đã cố vấn cho Annie Tee.
- David Chang vào vai chính mình (phần 1–3) – Một chủ nhà hàng nổi tiếng ở thành phố New York.
- Dan Ziskie trong vai C.J. Ligouri (phần 2–4) – Một nhân viên ngân hàng tài trợ cho nhiều dự án tái thiết của New Orleans. Ông đóng vai trò là người giám sát của Hidalgo ở phần hai. Đến phần ba, Ligouri bắt đầu nhận ra sự thiếu hiểu biết của mình về độ đa cảm trong nhạc jazz New Orleans và các cộng đồng nghèo như Treme. Ông thuê Delmond và Albert để cho ý kiến về loại dự án nào sẽ làm hài lòng những người bị tước quyền của Treme.
- Michael Cerveris trong vai Marvin Frey (phần 2–4) – Quản lý âm nhạc của Annie.
- Hồng Châu trong vai Linh (phần 2–4) – Bạn gái người Việt Nam của Sonny, họ kết hôn với nhau vào cuối phần ba.
- Jaron Williams trong vai Robert (phần 2–4) – Học sinh trong lớp của Antoine.
- Sam Robards trong vai Tim Feeny (phần 3–4) – Một chủ nhà hàng và đối tác của Janette cho nhà hàng mới của cô.
- Jazz Henry trong vai Jennifer (phần 3–4) – Một học sinh trong lớp của Antoine trở nên không hứng thú với trường học sau cái chết của người bạn cùng lớp vì bạo lực súng đạn.
- Taryn Terrell trong vai Cindy (phần 3) – bạn của Nelson Hidalgo.
- Rio Hackford trong vai Toby.[12]

## Tập phim
| Mùa | Mùa | Số tập | Số tập | Phát sóng gốc       | Phát sóng gốc        |
| Mùa | Mùa | Số tập | Số tập | Phát sóng lần đầu   | Phát sóng lần cuối   |
| --- | --- | ------ | ------ | ------------------- | -------------------- |
|     | 1   | 10     | 10     | 11 tháng 4 năm 2010 | 20 tháng 6 năm 2010  |
|     | 2   | 11     | 11     | 24 tháng 4 năm 2011 | 3 tháng 7 năm 2011   |
|     | 3   | 10     | 10     | 23 tháng 9 năm 2012 | 25 tháng 11 năm 2012 |
|     | 4   | 5      | 5      | 1 tháng 12 năm 2013 | 29 tháng 12 năm 2013 |

### Mùa 1 (2010)
| TT. tổng thể | TT. trong mùa phim | Tiêu đề                           | Đạo diễn           | Biên kịch                                                                               | Ngày phát hành gốc  | Người xem tại tại Mỹ (triệu) |
| ------------ | ------------------ | --------------------------------- | ------------------ | --------------------------------------------------------------------------------------- | ------------------- | ---------------------------- |
| 1            | 1                  | "Do You Know What It Means"       | Agnieszka Holland  | David Simon & Eric Overmyer                                                             | 11 tháng 4 năm 2010 | 1.1                          |
| 2            | 2                  | "Meet De Boys on the Battlefront" | Jim McKay          | Cốt truyện : David Simon & Eric Overmyer Kịch bản : Eric Overmyer                       | 18 tháng 4 năm 2010 | 0.777                        |
| 3            | 3                  | "Right Place, Wrong Time"         | Ernest Dickerson   | Cốt truyện : David Simon & David Mills Kịch bản : David Mills                           | 25 tháng 4 năm 2010 | 0.809                        |
| 4            | 4                  | "At the Foot of Canal Street"     | Anthony Hemingway  | Cốt truyện : Eric Overmyer & George Pelecanos Kịch bản : George Pelecanos               | 2 tháng 5 năm 2010  | 0.667                        |
| 5            | 5                  | "Shame, Shame, Shame"             | Christine Moore    | Cốt truyện : David Simon & Eric Overmyer and Lolis Eric Elie Kịch bản : Lolis Eric Elie | 9 tháng 5 năm 2010  | 0.572                        |
| 6            | 6                  | "Shallow Water, Oh Mama"          | Brad Anderson      | Cốt truyện : David Simon & Eric Overmyer and Tom Piazza Kịch bản : Tom Piazza           | 16 tháng 5 năm 2010 | 0.620                        |
| 7            | 7                  | "Smoke My Peace Pipe"             | Simon Cellan Jones | Cốt truyện : Eric Overmyer & David Mills Kịch bản : David Mills & Davis Rogan           | 23 tháng 5 năm 2010 | 0.560                        |
| 8            | 8                  | "All on a Mardi Gras Day"         | Anthony Hemingway  | Eric Overmyer                                                                           | 6 tháng 6 năm 2010  | 0.541                        |
| 9            | 9                  | "Wish Someone Would Care"         | Dan Attias         | Cốt truyện : David Simon & George Pelecanos Kịch bản : George Pelecanos                 | 13 tháng 6 năm 2010 | 1.165                        |
| 10           | 10                 | "I'll Fly Away"                   | Agnieszka Holland  | David Simon                                                                             | 20 tháng 6 năm 2010 | 0.931                        |

### Mùa 2 (2011)
| TT. tổng thể | TT. trong mùa phim | Tiêu đề                                   | Đạo diễn           | Biên kịch                                                               | Ngày phát hành gốc  | Người xem tại tại Mỹ (triệu) |
| ------------ | ------------------ | ----------------------------------------- | ------------------ | ----------------------------------------------------------------------- | ------------------- | ---------------------------- |
| 11           | 1                  | "Accentuate the Positive"                 | Anthony Hemingway  | Cốt truyện : Eric Overmyer & Anthony Bourdain Kịch bản : Eric Overmyer  | 24 tháng 4 năm 2011 | 0.605                        |
| 12           | 2                  | "Everything I Do Gonh Be Funky"           | Tim Robbins        | David Simon                                                             | 1 tháng 5 năm 2011  | 0.560                        |
| 13           | 3                  | "On Your Way Down"                        | Simon Cellan Jones | James Yoshimura                                                         | 8 tháng 5 năm 2011  | 0.518                        |
| 14           | 4                  | "Santa Claus, Do You Ever Get the Blues?" | Alex Zakrzewski    | Cốt truyện : Eric Overmyer & Lolis Eric Elie Kịch bản : Lolis Eric Elie | 15 tháng 5 năm 2011 | 0.561                        |
| 15           | 5                  | "Slip Away"                               | Rob Bailey         | Cốt truyện : David Simon & Mari Kornhauser Kịch bản : Mari Kornhauser   | 22 tháng 5 năm 2011 | 0.591                        |
| 16           | 6                  | "Feels Like Rain"                         | Roxann Dawson      | Cốt truyện : Eric Overmyer & Tom Piazza Kịch bản : Tom Piazza           | 29 tháng 5 năm 2011 | 0.531                        |
| 17           | 7                  | "Carnival Time"                           | Brad Anderson      | David Simon & Eric Overmyer                                             | 5 tháng 6 năm 2011  | 0.550                        |
| 18           | 8                  | "Can I Change My Mind"                    | Ernest Dickerson   | Cốt truyện : Eric Overmyer & James Yoshimura Kịch bản : James Yoshimura | 12 tháng 6 năm 2011 | 0.440                        |
| 19           | 9                  | "What Is New Orleans?"                    | Adam Davidson      | Cốt truyện : David Simon & George Pelecanos Kịch bản : George Pelecanos | 19 tháng 6 năm 2011 | 0.572                        |
| 20           | 10                 | "That's What Lovers Do"                   | Agnieszka Holland  | Eric Overmyer                                                           | 26 tháng 6 năm 2011 | 0.721                        |
| 21           | 11                 | "Do Whatcha Wanna"                        | Ernest Dickerson   | Cốt truyện : David Simon & Anthony Bourdain Kịch bản : David Simon      | 3 tháng 7 năm 2011  | 0.664                        |

### Mùa 3 (2012)
| TT. tổng thể | TT. trong mùa phim | Tiêu đề                              | Đạo diễn          | Biên kịch                                                                          | Ngày phát hành gốc   | Người xem tại tại Mỹ (triệu) |
| ------------ | ------------------ | ------------------------------------ | ----------------- | ---------------------------------------------------------------------------------- | -------------------- | ---------------------------- |
| 22           | 1                  | "Knock with Me – Rock with Me"       | Anthony Hemingway | Cốt truyện : David Simon & Anthony Bourdain Kịch bản : David Simon                 | 23 tháng 9 năm 2012  | 0.568                        |
| 23           | 2                  | "Saints"                             | Jim McKay         | Eric Overmyer                                                                      | 30 tháng 9 năm 2012  | 0.538                        |
| 24           | 3                  | "Me Donkey Want Water"               | Adam Davidson     | George Pelecanos                                                                   | 7 tháng 10 năm 2012  | 0.484                        |
| 25           | 4                  | "The Greatest Love"                  | Ernest Dickerson  | Cốt truyện : David Simon Kịch bản : Mari Kornhauser & Chris Yakaitis               | 14 tháng 10 năm 2012 | 0.523                        |
| 26           | 5                  | "I Thought I Heard Buddy Bolden Say" | Alex Hall         | Cốt truyện : Eric Overmyer Kịch bản : Lolis Eric Elie & Jen Ralston                | 21 tháng 10 năm 2012 | 0.602                        |
| 27           | 6                  | "Careless Love"                      | Anthony Hemingway | Cốt truyện : George Pelecanos & Chris Offutt Kịch bản : Chris Offutt               | 28 tháng 10 năm 2012 | 0.491                        |
| 28           | 7                  | "Promised Land"                      | Tim Robbins       | Cốt truyện : David Simon & Chris Rose Kịch bản : Chris Rose & Micah Kibodeaux      | 4 tháng 11 năm 2012  | 0.560                        |
| 29           | 8                  | "Don't You Leave Me Here"            | Ernest Dickerson  | Cốt truyện : Eric Overmyer Kịch bản : Tom Piazza                                   | 11 tháng 11 năm 2012 | 0.496                        |
| 30           | 9                  | "Poor Man's Paradise"                | Roxann Dawson     | Cốt truyện : George Pelecanos & Jordan Hirsch Kịch bản : George Pelecanos          | 18 tháng 11 năm 2012 | 0.590                        |
| 31           | 10                 | "Tipitina"                           | Anthony Hemingway | Cốt truyện : David Simon & Anthony Bourdain Kịch bản : David Simon & Eric Overmyer | 25 tháng 11 năm 2012 | 0.473                        |

### Mùa 4 (2013)
| TT. tổng thể | TT. trong mùa phim | Tiêu đề                  | Đạo diễn          | Biên kịch                                      | Ngày phát hành gốc   | Người xem tại tại Mỹ (triệu) |
| ------------ | ------------------ | ------------------------ | ----------------- | ---------------------------------------------- | -------------------- | ---------------------------- |
| 32           | 1                  | "Yes We Can Can"         | Anthony Hemingway | David Simon & Eric Overmyer & George Pelecanos | 1 tháng 12 năm 2013  | 0.560                        |
| 33           | 2                  | "This City"              | Anthony Hemingway | George Pelecanos                               | 8 tháng 12 năm 2013  | N/A                          |
| 34           | 3                  | "Dippermouth Blues"      | Ernest Dickerson  | Eric Overmyer                                  | 15 tháng 12 năm 2013 | 0.521                        |
| 35           | 4                  | "Sunset on Louisianne"   | Alex Hall         | David Simon                                    | 22 tháng 12 năm 2013 | 0.348                        |
| 36           | 5                  | "...To Miss New Orleans" | Agnieszka Holland | David Simon & Eric Overmyer                    | 29 tháng 12 năm 2013 | 0.397                        |

### Xếp hạng
| Mùa | Mùa | Số tập | Số tập | Số tập | Số tập | Số tập | Số tập | Số tập | Số tập | Số tập | Số tập | Số tập |
| Mùa | Mùa | 1      | 2      | 3      | 4      | 5      | 6      | 7      | 8      | 9      | 10     | 11     |
| --- | --- | ------ | ------ | ------ | ------ | ------ | ------ | ------ | ------ | ------ | ------ | ------ |
|     | 1   | 1130   | 777    | 809    | 667    | 572    | 620    | 560    | 541    | 1165   | 931    | N/A    |
|     | 2   | 605    | 560    | 518    | 561    | 591    | 531    | 550    | 440    | 572    | 721    | 664    |
|     | 3   | 568    | 538    | 484    | 523    | 602    | 491    | 560    | 496    | 590    | 473    | N/A    |
|     | 4   | 560    | N/A    | 521    | 348    | 397    | N/A    | N/A    | N/A    | N/A    | N/A    | N/A    |

## Sản xuất

### Hình thành
Homicide: Life on the Street là dự án đầu tiên đánh dấu sự hợp tác giữa David Simon và Eric Overmyer với tư cách là nhà biên kịch, họ trở thành bạn bè sau đó. Những năm tiếp theo, bộ đôi tiếp tục tái hợp trong loạt phim The Wire của Simon khi Overmyer gia nhập đoàn làm phim dưới danh nghĩa nhà sản xuất và biên kịch cố vấn vào năm 2006. Sau khi The Wire kết thúc, Treme được nhà đài HBO chính thức đưa vào phát triển ngay giữa cuộc đại suy thoái toàn cầu. Chương trình tập trung vào khu dân cư Tremé đại diện tầng lớp lao động chịu hậu quả thảm khốc từ cơn bão Katrina và có phạm vi hoạt động nhỏ hơn so với việc khắc họa toàn thành phố như trong The Wire.
Overmyer từng có thời gian sống ở New Orleans nên Simon tin rằng kinh nghiệm của ông sẽ có giá trị trong việc điều hướng "truyền thống truyền miệng hoa mỹ" về những giai thoại của thành phố. Simon tiết lộ loạt phim sẽ khai phá nền văn hóa New Orleans và ngoài lĩnh vực sân khấu âm nhạc bao gồm tham nhũng chính trị, tranh cãi về nhà ở công cộng, hệ thống tư pháp hình sự, đụng độ giữa cảnh sát với người da đỏ Mardi Gras và cuộc đấu tranh để giành lại ngành du lịch sau cơn bão. Bên cạnh đó, nhà sáng tạo cũng đã tham khảo ý kiến của các nhạc sĩ New Orleans là Donald Harrison Jr. / Kermit Ruffins / Davis Rogan, đầu bếp địa phương Susan Spicer và luật sư dân quyền Mary Howell khi phát triển loạt phim này.

### Phát triển
Năm 2008, HBO đã thực hiện một tập thí điểm nhưng chưa "bật đèn xanh" cho loạt phim hoàn chỉnh vào thời điểm đó. Thành phẩm ngay lập tức được công bố tại chuyến tham quan báo chí mùa hè của Hiệp Hội Phê Bình Truyền Hình. Simon ban đầu kỳ vọng sẽ quay tập thử nghiệm vào năm 2008 và tiếp tục thực hiện năm tiếp theo nếu dự án đưa vào hoạt động. Treme lên kế hoạch quay tại New Orleans và được dự đoán sẽ thúc đẩy nền kinh tế ở khu vực này.
Quá trình thí điểm trì hoãn ghi hình ở New Orleans mãi cho đến ngày 9 tháng 3 năm 2009. Đạo diễn người Ba Lan từng được đề cử giải Oscar Agnieszka Holland chính thức chỉ đạo công đoạn trên. Trước đó Holland đã làm việc cùng với các nhà sáng tạo ở dự án The Wire và đạo diễn ba tập trong loạt phim nổi tiếng này. Cuối cùng HBO đặt hàng một lúc 10 kịch bản khác nhau sau khi tập thử nghiệm Treme sáng tác hoàn tất.

### Đoàn phim

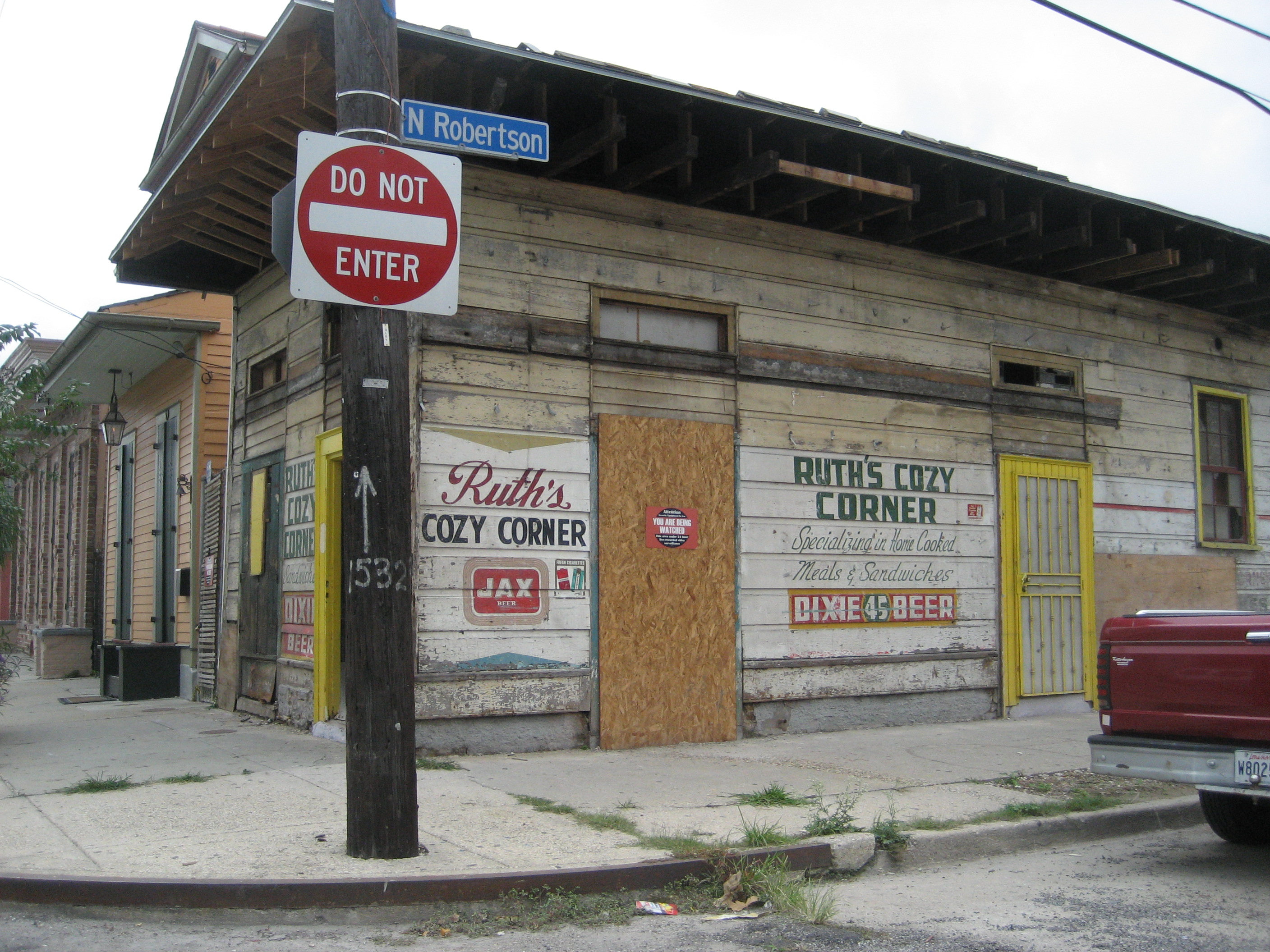
Một cảnh trong khu phố Tremé của New Orleans.

Simon là một nhân viên kỳ cựu của HBO đã cùng đội ngũ công ty phát triển nên ba loạt phim The Corner, The Wire và Generation Kill, ông đồng thời cũng là người dẫn chương trình và điều hành sản xuất. Còn Overmyer là một nhà viết kịch, nhà văn/sản xuất truyền hình/điều hành giàu kinh nghiệm. Trước đây hai nhân vật trên đã hợp tác cùng nhau trong hai tác phẩm Homicide: Life on the Street và The Wire.
Cặp đôi bắt đầu tập hợp đội ngũ biên kịch cho toàn bộ loạt phim, đầu tiên là thuê nhà văn địa phương Tom Piazza, tác giả của cuốn sách phi hư cấu Why New Orleans Matters. Piazza và Overmyer đã biết nhau nhiều năm, còn Simon thì rất thích sách của Piazza. Tiếp theo họ thuê Lolis Eric Elie đến từ tờ Times-Picayune, vị phóng viên này là tác giả bộ phim tài liệu Faubourg Treme: The Untold Story of Black New Orleans nói về sự tồn tại của khu dân cư da đen lâu đời nhất ở Mỹ, đồng thời nhấn mạnh tầm quan trọng của nó với tư cách là nguồn gốc của Phong Trào Dân Quyền Miền Nam và là nơi sản sinh ra nhạc Jazz. Trong một cuộc phỏng vấn, vì bản thân đã từng là một nhà báo trước khi làm việc trong lĩnh vực truyền hình, Simon cho biết ông rất ấn tượng với kiến thức sâu rộng của Elie về con người và bối cảnh địa phương. Ngoài ra, tiểu thuyết gia George Pelecanos được mời tham gia với tư cách là một phần của đội ngũ biên kịch. Pelecanos chính là người đã sáng tác cốt truyện cho cả năm phần của The Wire.
Simon cũng mời cộng tác viên hai lần đoạt giải Emmy David Mills - phóng viên chuyển sang truyền hình - tham gia dự án với tư cách đồng điều hành sản xuất và biên kịch. Mills là một người đam mê âm nhạc, ông đã từng làm việc với hai nhà sáng tạo chính của Treme trong cả hai phim Homicide: Life on the Street và The Wire, cũng như đồng sáng tác miniseries The Corner từng đoạt giải thưởng của HBO. Simon và Mills bắt đầu hợp tác với nhau khi cả hai còn là ký giả cho tờ báo sinh viên The Diamondback của Đại học Maryland. Ngày 30 tháng 3 năm 2010, David Mills đột ngột qua đời tại New Orleans 12 ngày trước khi bộ phim được công chiếu. Hai tuần sau khi ông mất, 80 thành viên của dàn diễn viên và đoàn làm phim đã dành tặng một cái cây ở công viên thành phố New Orleans để tưởng nhớ Mills. Khi ban nhạc Rebirth Brass Band chơi kèn, cả nhóm đã cùng nhau ăn những chiếc bánh nướng nhân táo từ giấy gói có đóng dấu dòng "David Mills 1961–2010/Won't Bow, Don't Know How".
Dàn nhân sự chính của tác phẩm còn có sự xuất hiện của Blake Leyh - giám sát âm nhạc chương trình, trước đó ông đã từng làm việc cho The Wire. Skip Bolen là nhiếp ảnh gia chụp ảnh tĩnh cho tập thử nghiệm và đã tham gia phần cuối dự án True Blood của HBO.

### Tuyển vai

Dàn diễn viên chính của bộ phim
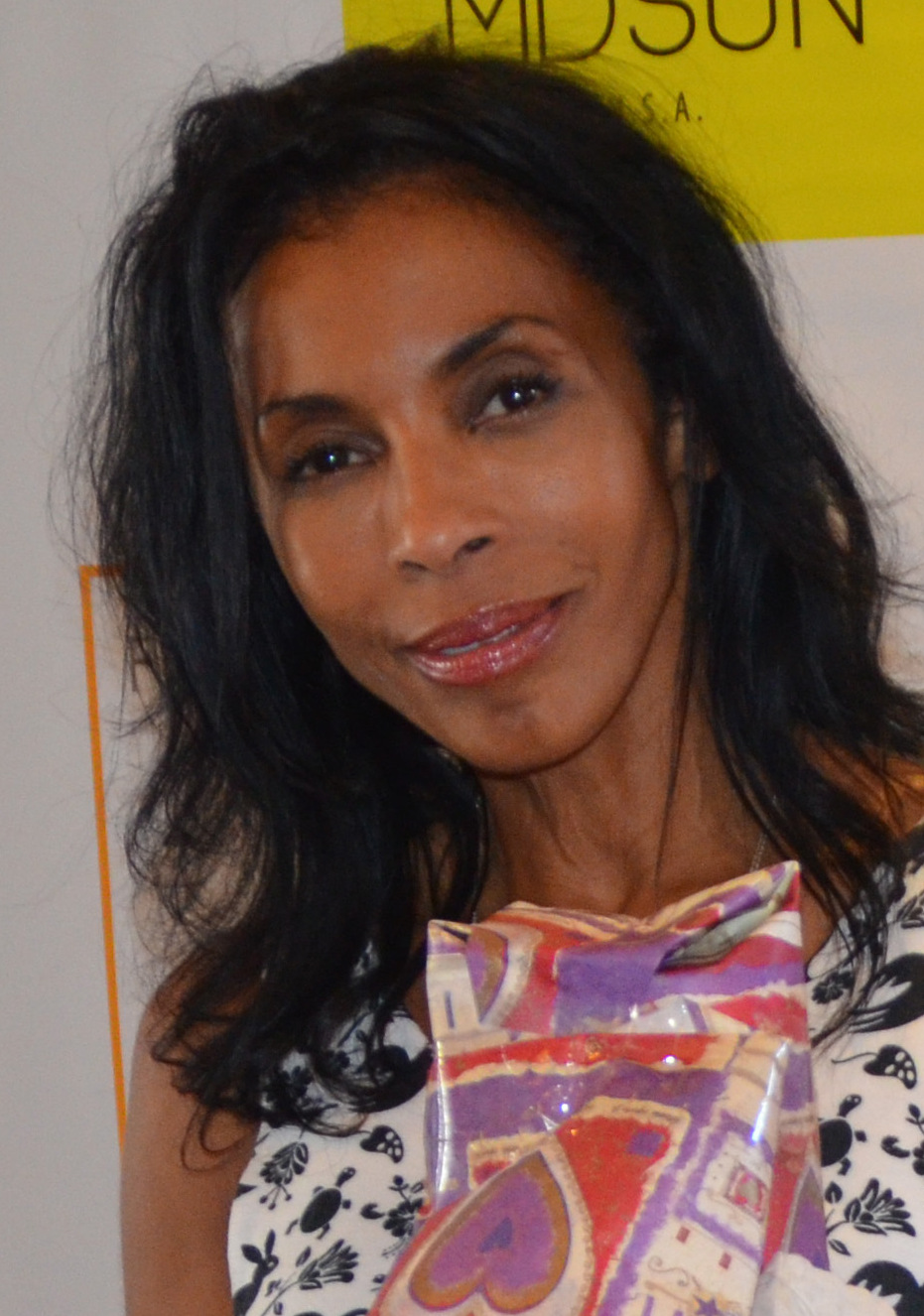
Khandi Alexander
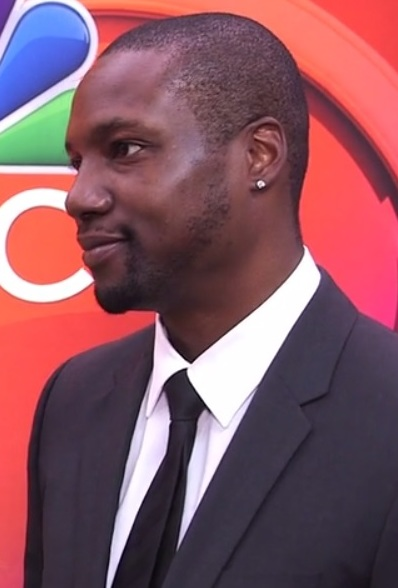
Rob Brown
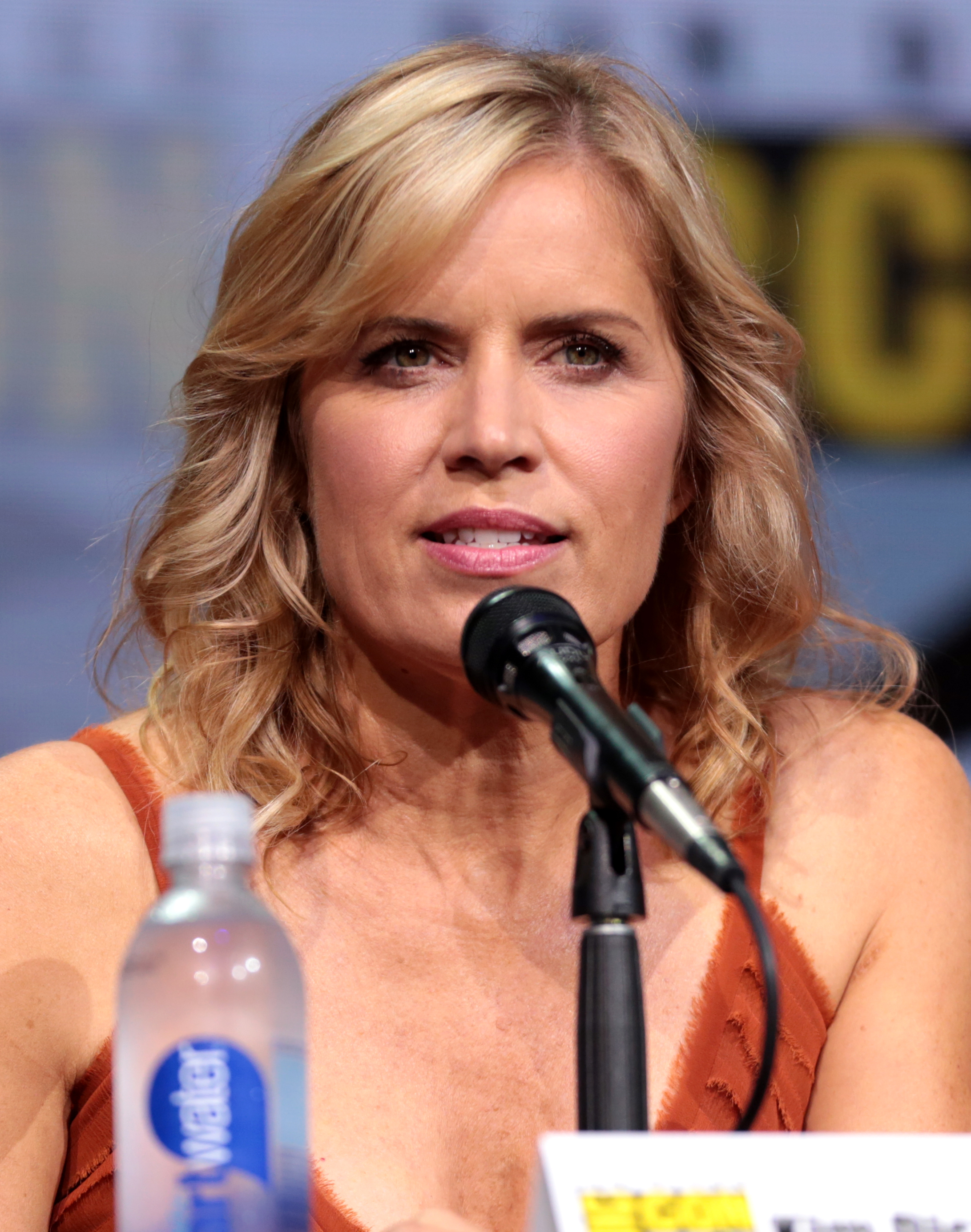
Kim Dickens
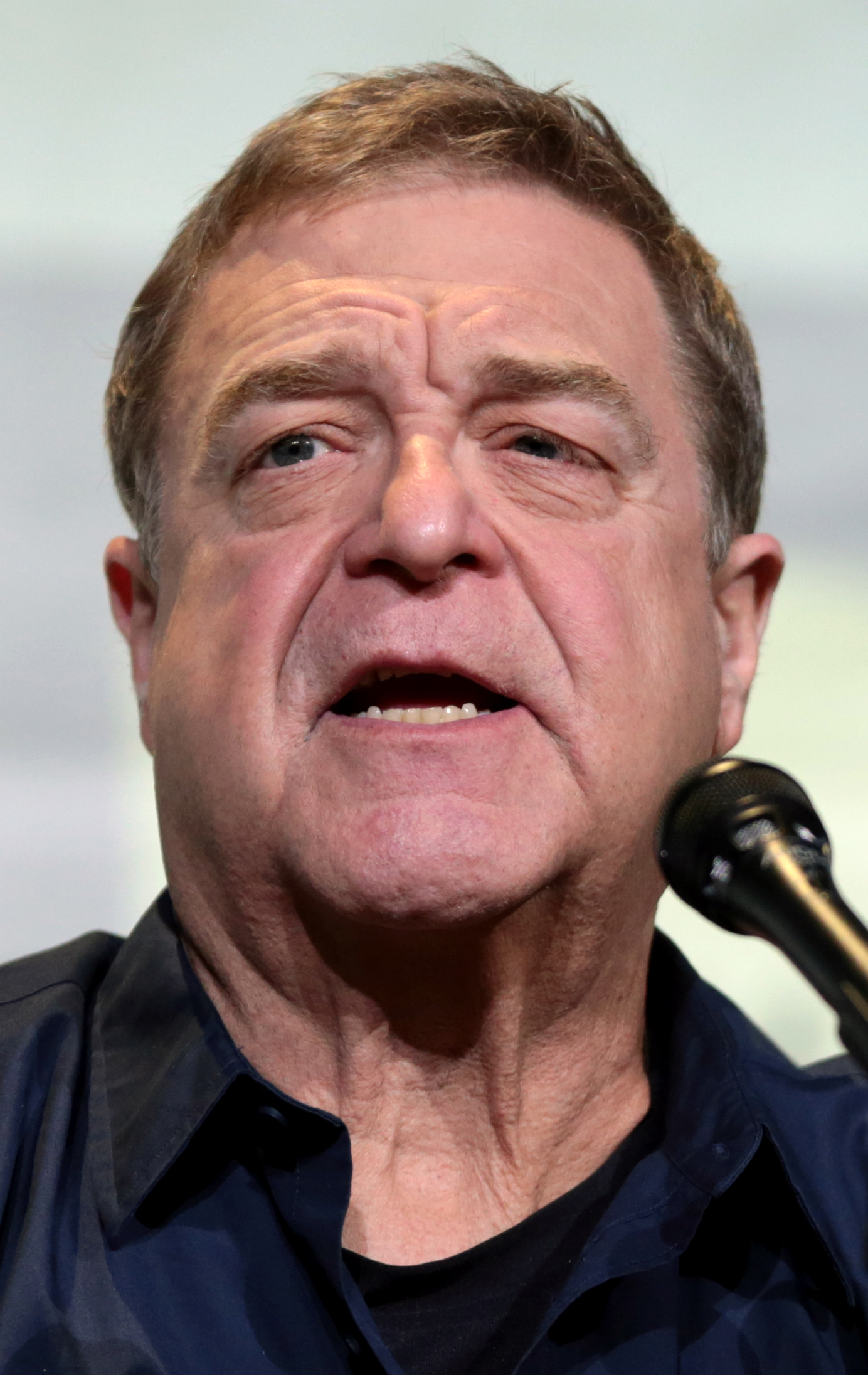
John Goodman
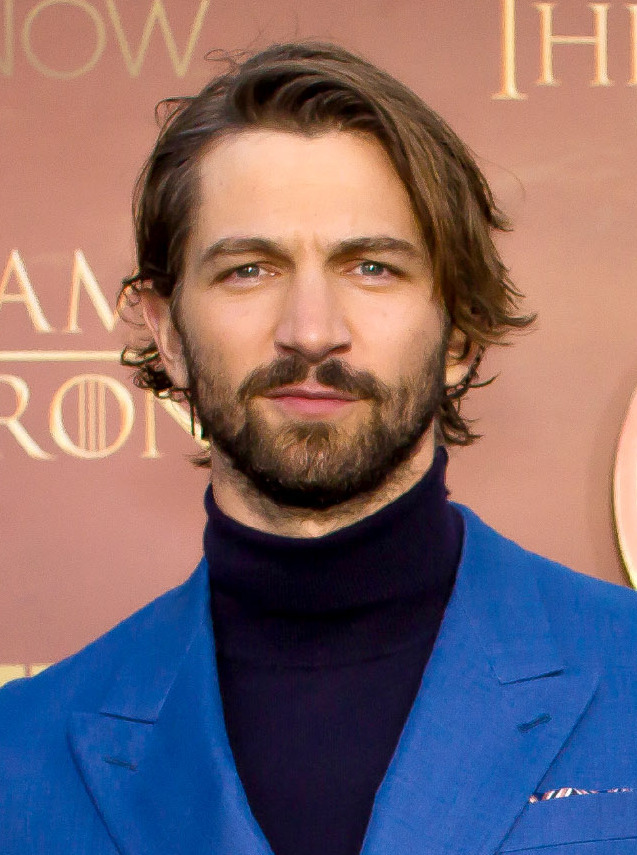
Michiel Huisman
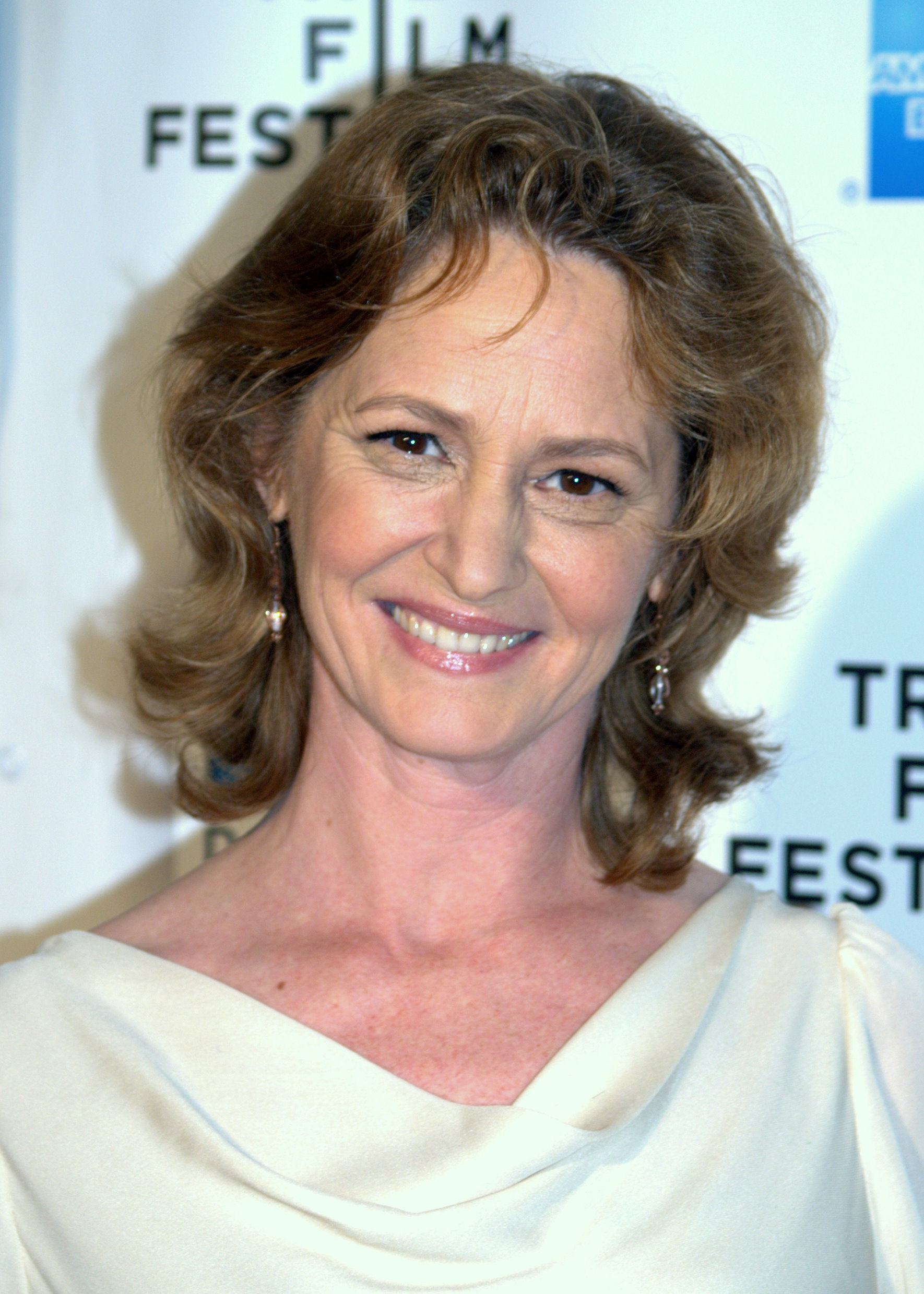
Melissa Leo
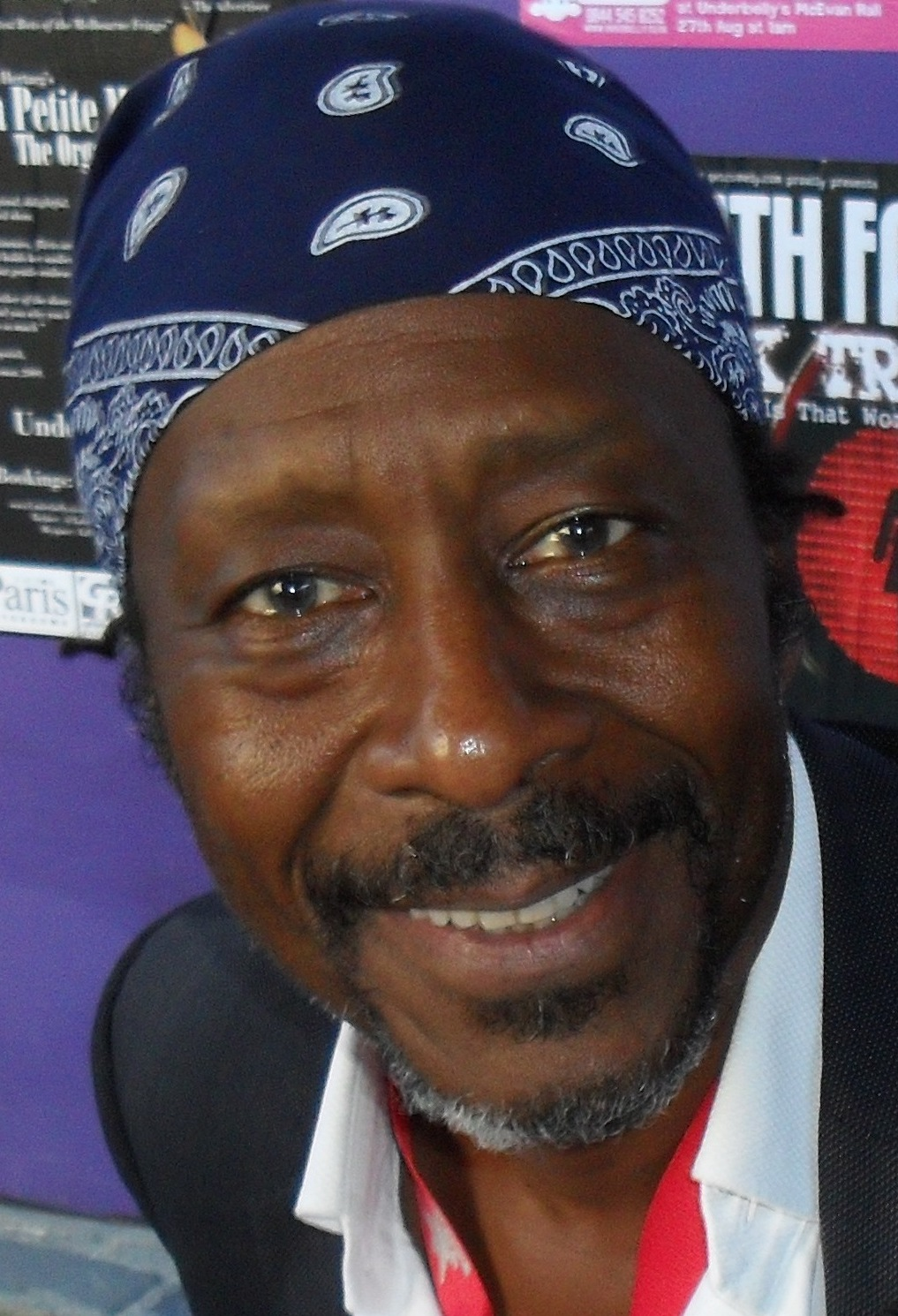
Clarke Peters
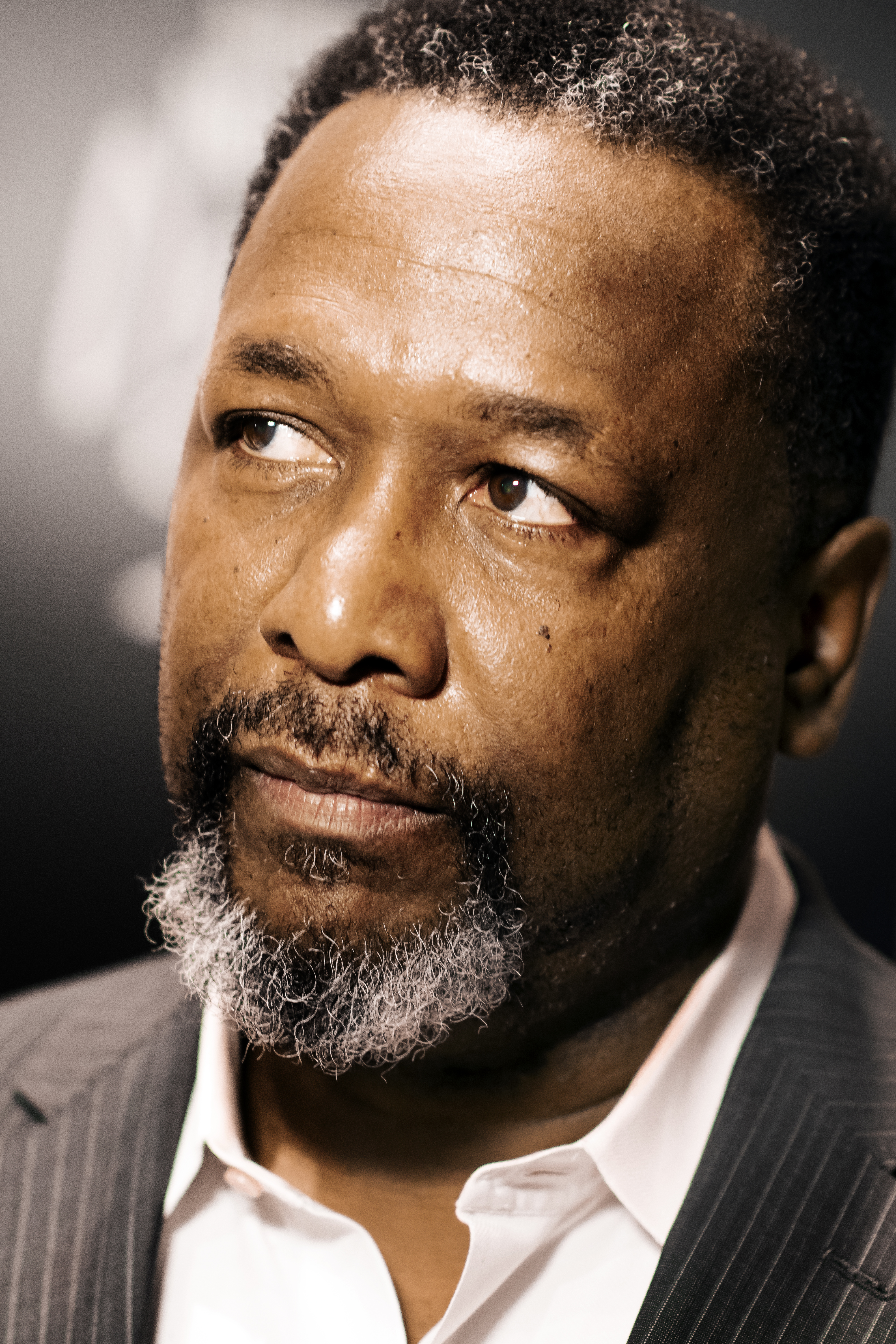
Wendell Pierce
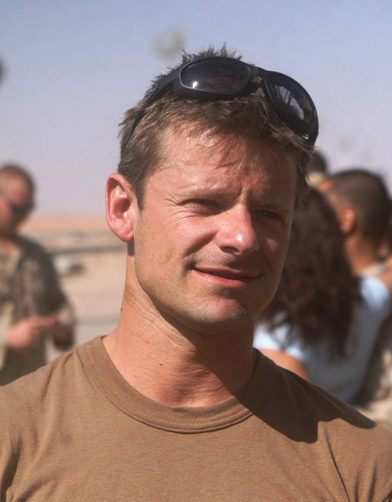
Steve Zahn
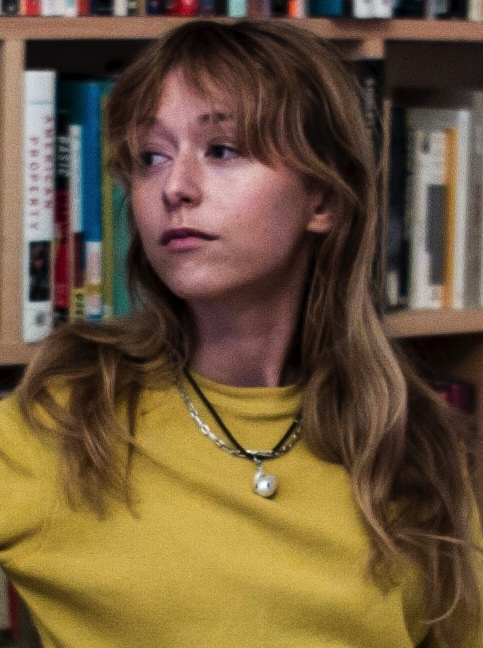
India Ennenga
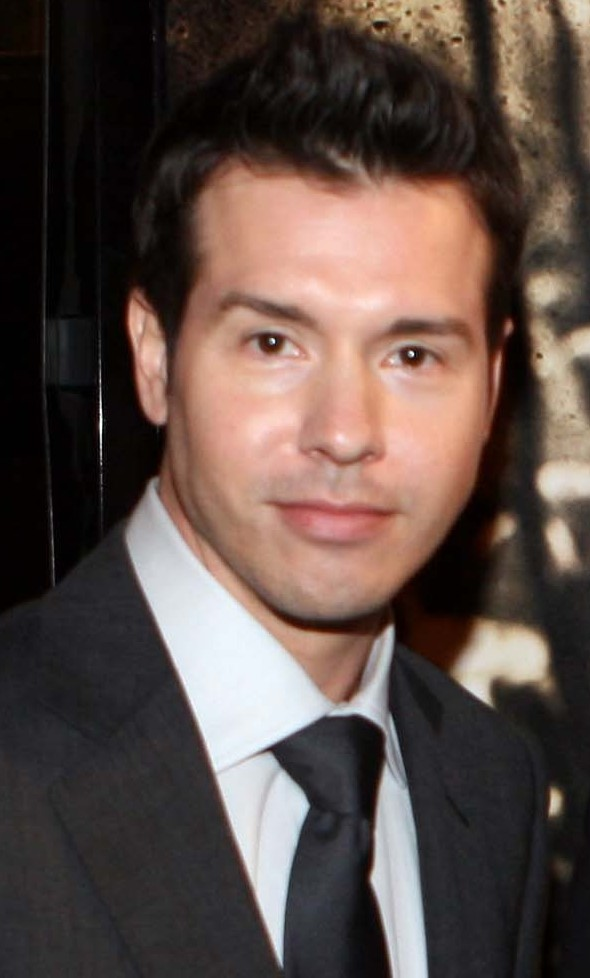
Jon Seda
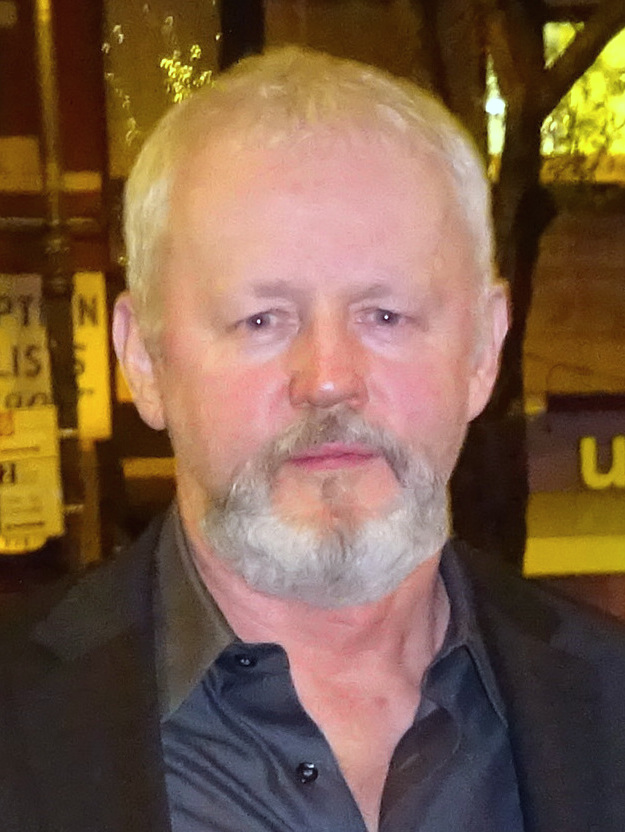
David Morse

Ngôi sao nổi tiếng đầu tiên tham gia loạt phim là Wendell Pierce. Giới truyền thông công bố thông tin này sau khi thí điểm được đưa vào hoạt động trong tháng 7 năm 2008. Ông là người gốc New Orleans và đảm nhiệm vai Antoine Batiste, một nghệ sĩ kèn Trombone tài ba.
Clarke Peters - cựu diễn viên của The Wire, cũng gia nhập tuyến nhân vật chính ngay từ giai đoạn đầu phát triển. Peters vào vai Albert Lambreaux, thủ lĩnh bộ tộc da đỏ Mardi Gras đang cố gắng đưa những người dân sống rải rác của mình về nhà và hồi sinh khu vực lân cận. Đến tháng 8 năm 2008, Khandi Alexander trước đây từng làm việc với Simon trong tác phẩm The Corner nay tiếp tục được mời vào dự án để hóa thân thành Ladonna Batiste-Williams, vợ cũ của Antoine Batiste và là chủ một quán bar.
Tháng 2 năm 2009 là thời điểm ghi nhận sự góp mặt của ba nghệ sĩ điện ảnh khác. Đầu tiên là Steve Zahn, Treme là dự án phim truyền hình lớn đầu tiên trong sự nghiệp của anh. Nam diễn viên đóng vai Davis McAlary - một thành viên/trưởng ban nhạc và tay chơi xóc đĩa trên đài, nhân vật được lấy cảm hứng từ nhà tư vấn loạt phim Davis Rogan, đồng thời giúp Zahn có thể phô diễn tài năng ca hát và chơi ghi-ta vốn có của mình. Tiếp theo là Kim Dickens, trước đây cô được biết đến qua hai bộ phim Deadwood và Friday Night Lights nay vào vai đầu bếp có mối quan hệ đầy sóng gió với Davis McAlary. Cuối cùng là Rob Brown thủ vai Delmond Lambreaux, một nhạc sĩ nhạc jazz ở New York và là con trai của Peters, người miễn cưỡng trở về nhà kể từ khi cơn bão Katrina tàn phá mọi thứ.
Minh tinh từng đoạt giải Oscar Melissa Leo được chọn hóa thân thành luật sư dân quyền (Toni) ngay trước khi tập thử nghiệm bắt đầu quay vào tháng 3 năm 2009. John Goodman vào vai người chồng giáo sư đại học của Toni khi bộ phim bắt đầu ghi hình theo thứ tự mùa, những cảnh có mặt ông đã được thêm vào phần thí điểm.
Dàn nhân lực Treme tương tự như The Wire ở chi tiết các diễn viên địa phương được sử dụng bất cứ khi nào có thể. Quá trình casting khu vực cho hai mùa đầu tiên lần lượt diễn ra vào tháng 1/2 năm 2009 và tháng 4 năm 2011 thông qua công ty RPM Casting. Trong đó có sự góp mặt của Phyllis Montana LeBlanc, cô là người gốc New Orleans được chọn vào vai bạn gái của nhân vật Antoine Batiste. Đạo diễn Spike Lee trước đó đã làm việc với LeBlanc trong bộ phim tài liệu HBO về cơn bão Katrina When the Levees Broke nên ông đã giới thiệu cô cho đoàn làm phim. Ngoài ra, nhạc sĩ nổi tiếng Kermit Ruffins cũng xuất hiện với tư cách là khách mời ở một số tập.
Trong phim còn có tham dự của hàng loạt vị khách mời âm nhạc khác không kém phần quan trọng như Soul Rebels Brass Band, Allen Toussaint, Dr. John, Elvis Costello, Steve Earle, Donald Harrison Jr., Galactic, Troy "Trombone Shorty" Andrews, Deacon John Moore, Rebirth Brass Band, Treme Brass Band, Shawn Colvin, Spider Stacy, Eyehategod, Justin Townes Earle, Sammie "Big Sam" Williams, Jon Batiste, The Pine Leaf Boys, Paul Sanchez, Jon Cleary, Fats Domino, Red Stick Ramblers, nghệ sĩ saxophone Joe Braun , tay bass Matt Perrine và Ron Carter, The Pfister Sisters (Holley Bendtsen, Debbie Davis và Yvette Voelker), nghệ sĩ Clarinet Bruce Brachman, tay trống bass "Uncle" Lionel Batiste, nghệ sĩ bộ gõ Alfred "Uganda" Roberts, ca sĩ John Boutté, tay chơi guitar Coco Robicheaux, nghệ sĩ dương cầm Tom McDermott, các giọng ca chính Lloyd Price / Irma Thomas và nghệ sĩ violin/accordion Cedric Watson. Hàng trăm người dân vùng New Orleans cũng gia nhập tác phẩm với vai trò quần chúng xuyên suốt bộ phim.

### Danh đề

Tiêu đề Treme thay đổi qua từng mùa tượng trưng cho quá trình phục hồi vùng New Orleans hậu Katrina. Từ bị lũ quét sạch để lại nỗi tang thương đến công cuộc phục dựng và hồi sinh từ đống đổ nát.

Đoạn danh đề mở đầu phát trên nền ca khúc "The Treme Song" của John Boutte, ý tưởng này được thiết kế bởi nhà sản xuất Karen L. Thorson, trước đây bà từng phát triển phần mở màn cho The Wire. Khung hình đầu tiên thay đổi theo từng season, nó giới thiệu nhanh các sự kiện đã xảy ra trong khoảng thời gian và chủ đề của mùa đó. Tất cả tên của dàn diễn viên được đặt trên những khuôn tường hoặc hình ảnh liên quan đến nhân vật họ sắm vai, vì không ai muốn tên mình xuất hiện trên những bức ảnh cũ thật. Sự nhất quán trong tất cả các thước phim giới thiệu là đều khắc họa chân dung nền văn hóa New Orleans, trong đó có các cuộc diễu hành, người da đỏ Mardi Gras, âm nhạc và ẩm thực.
Phần danh đề mùa đầu được thiết kế "để hiển thị những gì đã mất", bao gồm "văn hóa, âm nhạc, con người". Nó chứa hơn 80 yếu tố được sử dụng từ phim, video và ảnh tĩnh, tất cả đều được lấy từ tư liệu những người còn sống ở New Orleans, trong đó có cả hình ảnh gia đình đến từ cơn bão. Tựa đề phim xuất hiện trên phông nền bị lũ lụt càn quét.
Đến mùa tiếp theo, danh đề bắt đầu hiển thị nhiều video đương đại hơn và các chủ đề được cập nhật mới, nổi bật nhất là cảnh cư dân nhà ở công cộng phản đối, hiện trường vụ án và công cuộc xây dựng lại thành phố. Tiêu đề phim biểu lộ nhiều nấm mốc mọc xung quanh logo.
Mùa ba sở hữu danh đề thể hiện sự hồi sinh của thành phố và quá trình tái thiết lại cơ sở vật chất, cũng như các sự kiện mới xảy ra suốt hai năm 2007–08, trong đó tái hiện thoáng qua vụ án sát hại sĩ quan sở cảnh sát New Orleans Nicola Cotton và bê bối NOAH. Tên series lấy từ phông nền phần ba và được phủ lên một lớp sơn trắng.
Cuối cùng, sự phục hồi của toàn bộ khu vực hậu Katrina và hình ảnh Barack Obama trở thành vị tổng thống da màu đầu tiên được tái hiện qua danh đề mùa cuối. Phân đoạn này có nhiều cảnh quay hình ảnh về các sự kiện và niềm vui đã trở về với New Orleans, nhà sản xuất Thorson xem điều này như một lời "cảm ơn" đến thành phố. Phông chữ Treme mới toanh được sơn trên bức tường trát vữa, bàn tay cầm cọ vẽ xuất hiện trong khung hình chính là của nam diễn viên Clarke Peters.

## Đón nhận

### Chuyên môn
Tác phẩm được giới phê bình truyền hình đón nhận rất tích cực. Cây bút Alessandra Stanley của tờ The New York Times xem loạt phim như một dấu hiệu cho thấy niềm vui sống của thành phố không thể bị dập tắt. Heather Havrilesky đến từ trang tin Salon nhận xét Treme "là hình ảnh thu nhỏ của thể loại kể chuyện tuyệt vời mà tất cả chúng ta đều khao khát trên Tivi nhưng hiếm khi tìm thấy."
Adolph L. Reed Jr. - giáo sư bộ môn khoa học chính trị tại Đại học Pennsylvania, đã chỉ trích bộ phim vì cách miêu tả sáo rỗng về thành phố và các vấn đề xung quanh Katrina.

### Địa phương

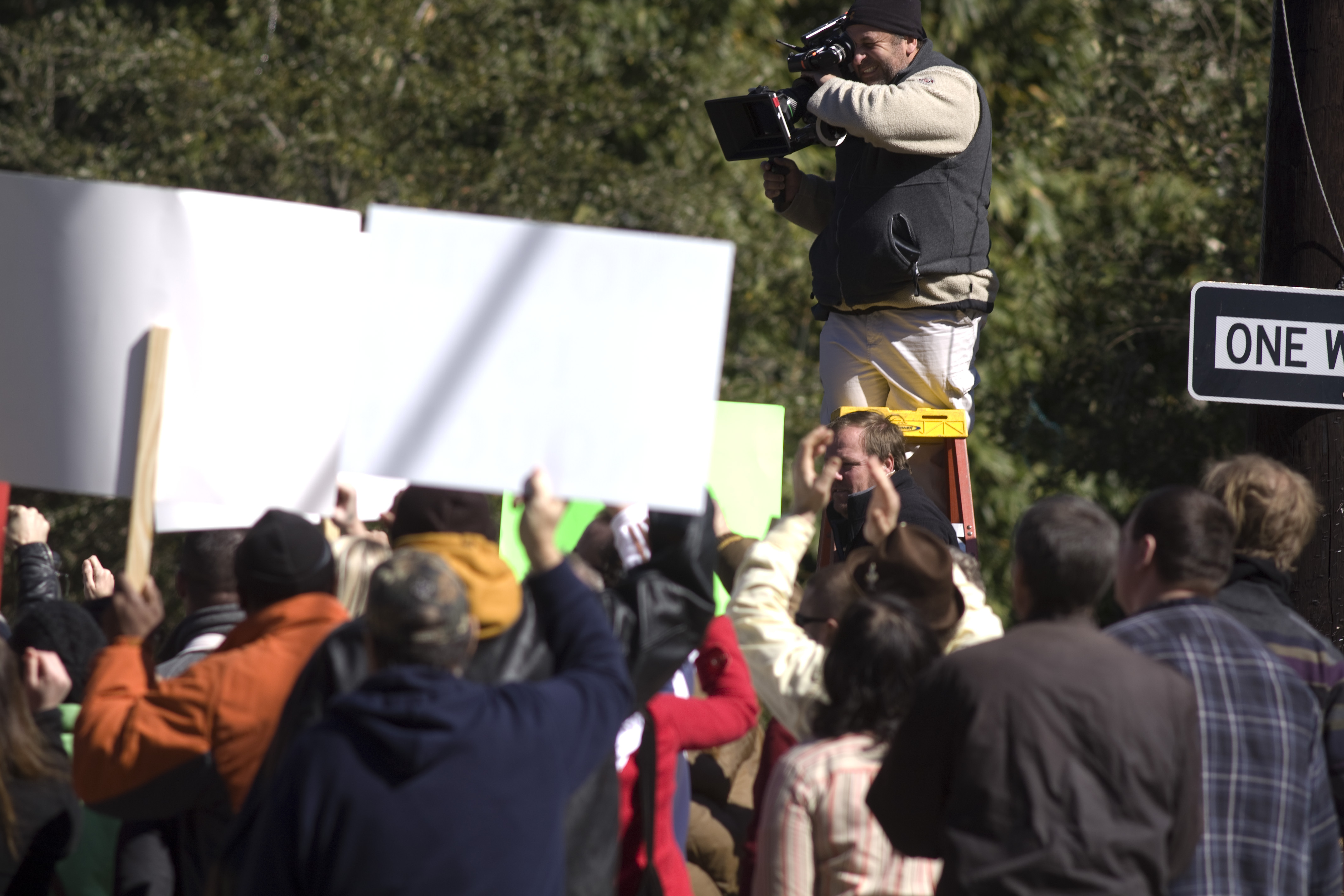
Cảnh biểu tình chống tội phạm trên phim trường. Vai quần chúng cũng chính là cư dân sống tại New Orleans.

Người dân vùng New Orleans ban đầu thận trọng chờ đợi buổi ra mắt loạt phim, nhưng sau đó nhanh chóng đón nhận tác phẩm như một hình ảnh đại diện chính xác và trung thực của thành phố. Nhà văn Dave Walker viết cho tờ The Times-Picayune đã bày tỏ tình cảm chung của cư dân và cho biết Treme là "sự khắc họa trên màn ảnh mà New Orleans xứng đáng, luôn mong muốn, nhưng đã bị từ chối."  Trong khi nhà sáng tạo Simon cố gắng tái hiện khu vực thời hậu Katrina một cách chính xác, ông đã thú nhận sẵn sàng đem vào tác phẩm những chi tiết sai thời điểm tinh vi, chẳng hạn như đưa một chiếc bánh của Hubig vào tập đầu tiên trong khi loại thực phẩm này tại thời điểm đó chưa có sẵn.
Trước đó, Simon đã mở màn buổi phát sóng tập đầu bằng lá thư đăng trên tờ The Times-Picayune hứa hẹn dự án không tái hiện độ chính xác quá khứ hoàn hảo mà là xử lý một cách "tôn trọng thực tế lịch sử." Treme bao gồm nhiều nguồn tham chiếu về địa điểm cụ thể, tương tự như The Wire của Simon. Đáp lại, The Times-Picayune đã xuất bản một cuộc phỏng vấn hàng tuần về các chi tiết được nhắc đến của mỗi tập phim không giải thích được ở New Orleans có tên là "Treme Explained."

### Thành tựu
Tại Lễ Trao Giải Emmy Giờ Vàng Lần Thứ 62, Agnieszka Holland được đề cử hạng mục Đạo Diễn Loạt Phim Chính Kịch Xuất Sắc Nhất cho tập phim thí điểm "Do You Know What It Means" và Steve Earle nằm trong danh sách ứng cử thể loại Nhạc Gốc Và Lời Bài Hát Xuất Sắc Nhất cho ca khúc "This City". Khi mùa thứ tư ra mắt, bốn năm sau tại Giải Emmy Giờ Vàng Lần Thứ 66, Treme tiếp tục nhận về thêm bốn đề cử khác, bao gồm Phim Ngắn Tập Xuất Sắc, Dàn Diễn Viên Phim Ngắn Tập, Phim Điện Ảnh Hoặc Đặc Biệt Xuất Sắc, Kịch Bản Phim Truyền Hình Xuất Sắc cho tập cuối của series do Simon và Overmyer sáng tác. Cuối cùng đem về Giải Emmy Cho Hòa Âm Nổi Bật Nhất.
Tại Lễ Trao Giải Grammy Thường Niên Lần Thứ 53, nhạc phim mùa một nhận được tổng cộng hai đề cử, trong đó bao gồm Album Nhạc Phim Tổng Hợp Hay Nhất Cho Phim Điện Ảnh, Truyền Hình Hoặc Truyền Thông Thị Giác và Bài Hát Hay Nhất Được Viết Cho Phim Điện Ảnh, Truyền Hình Hoặc Truyền Thông Thị Giác cho ca khúc "This City" của Steve Earle.
Bên cạnh đó, bộ phim cũng được vinh danh trao giải thưởng Peabody cao quý vào năm 2011.
| Giải thưởng                                      | Năm  | Hạng mục                                                                                         | Người nhận                                                                                            | Kết quả   | Ref.            |
| ------------------------------------------------ | ---- | ------------------------------------------------------------------------------------------------ | --- | --------- | --------------- |
| Giải Artios                                      | 2010 | Thành Tích Nổi Bật Trong Tuyển Vai - Thí Điểm Truyền Hình - Chính Kịch                           | Alexa L. Fogel                                                                                        | Đề cử     | [ 98 ]          |
| Giải Artios                                      | 2015 | Thành Tích Nổi Bật Trong Tuyển Vai - Điện Ảnh Truyền Hình Hoặc Mini Series                       | Alexa L. Fogel, Meagan Lewis & Christine Kromer                                                       | Đề cử     | [ 99 ]          |
| Giải Hiệp Hội Nhà Thiết Kế Trang Phục            | 2010 | Phim Truyền Hình Đương Đại Xuất Sắc Nhất                                                         | Alonzo Wilson                                                                                         | Đề cử     | [ 100 ]         |
| Giải Hiệp Hội Nhà Thiết Kế Trang Phục            | 2011 | Phim Truyền Hình Đương Đại Xuất Sắc Nhất                                                         | Alonzo Wilson                                                                                         | Đề cử     | [ 101 ]         |
| Giải Hiệp Hội Nhà Thiết Kế Trang Phục            | 2013 | Phim Truyền Hình Đương Đại Xuất Sắc Nhất                                                         | Alonzo Wilson & Ann Walters                                                                           | Đề cử     | [ 102 ]         |
| Giải Eddie                                       | 2011 | Loạt Phim Một Giờ Được Biên Tập Hay Nhất Dành Cho Truyền Hình Phi Thương Mại                     | Kate Sanford & Alexander Hall (cho tập "Do You Know What it Means")                                   | Đoạt giải | [ 103 ] [ 104 ] |
| Giải Ngựa Đua Vàng                               | 2010 | Nữ Diễn Viên Phụ Chính Kịch                                                                      | Khandi Alexander                                                                                      | Đề cử     | [ 105 ]         |
| Giải Grammy                                      | 2011 | Album Nhạc Phim Tổng Hợp Hay Nhất Cho Phim Điện Ảnh, Truyền Hình Hoặc Phương Tiện Trực Quan Khác | Blake Leyh & Tony Seyler, Producers                                                                   | Đề cử     | [ 106 ]         |
| Giải Grammy                                      | 2011 | Bài Hát Hay Nhất Được Viết Cho Phim Điện Ảnh, Truyền Hình Hoặc Phương Tiện Trực Quan Khác        | Steve Earle (cho tập "This City")                                                                     | Đề cử     | [ 106 ]         |
| Giải Hiệp Hội Giám Sát Âm Nhạc                   | 2013 | Giám Sát Âm Nhạc Xuất Sắc Nhất – Kịch Bản Chính Kịch                                             | Blake Leyh                                                                                            | Đề cử     | [ 107 ] [ 108 ] |
| Giải Imagen                                      | 2013 | Nam Diễn Viên Phụ/Truyền Hình Xuất Sắc Nhất                                                      | Jon Seda                                                                                              | Đề cử     | [ 109 ]         |
| Giải Hình Ảnh NAACP                              | 2011 | Loạt phim Chính Kịch Xuất Sắc Nhất                                                               | Treme                                                                                                 | Đề cử     | [ 110 ]         |
| Giải Hình Ảnh NAACP                              | 2012 | Loạt phim Chính Kịch Xuất Sắc Nhất                                                               | Treme                                                                                                 | Đề cử     | [ 111 ]         |
| Giải Hình Ảnh NAACP                              | 2012 | Nam Diễn Viên Chính Xuất Sắc Trong Phim Truyền Hình Chính Kịch                                   | Wendell Pierce                                                                                        | Đề cử     | [ 111 ]         |
| Giải Hình Ảnh NAACP                              | 2012 | Nữ Diễn Viên Chính Xuất Sắc Trong Phim Truyền Hình Chính Kịch                                    | Khandi Alexander                                                                                      | Đề cử     | [ 111 ]         |
| Giải Hình Ảnh NAACP                              | 2012 | Đạo Diễn Xuất Sắc Trong Loạt Phim Truyền Hình Chính Kịch                                         | Ernest Dickerson (cho tập "Treme: Do Watcha Wanna")                                                   | Đoạt giải | [ 112 ]         |
| Giải Hình Ảnh NAACP                              | 2012 | Kịch Bản Xuất Sắc Trong Loạt Phim Truyền Hình Chính Kịch                                         | Lolis Eric Elie & Eric Overmyer (cho tập "Santa Claus, Do You Ever Get the Blues?")                   | Đoạt giải | [ 112 ]         |
| Giải Hình Ảnh NAACP                              | 2013 | Loạt Phim Chính Kịch Xuất Sắc Nhất                                                               | Treme                                                                                                 | Đề cử     | [ 113 ]         |
| Giải Hình Ảnh NAACP                              | 2013 | Nam Diễn Viên Chính Xuất Sắc Trong Phim Truyền Hình Chính Kịch                                   | Wendell Pierce                                                                                        | Đề cử     | [ 113 ]         |
| Giải Hình Ảnh NAACP                              | 2013 | Nữ Diễn Viên Chính Xuất Sắc Trong Phim Truyền Hình Chính Kịch                                    | Khandi Alexander                                                                                      | Đề cử     | [ 113 ]         |
| Giải Hình Ảnh NAACP                              | 2013 | Nam Diễn Viên Phụ Xuất Sắc Trong Phim Truyền Hình Chính Kịch                                     | Clarke Peters                                                                                         | Đề cử     | [ 113 ]         |
| Giải Hình Ảnh NAACP                              | 2013 | Đạo Diễn Xuất Sắc Trong Phim Truyền Hình Chính Kịch                                              | Ernest Dickerson (cho tập "Don’t You Leave Me Here")                                                  | Đề cử     | [ 114 ]         |
| Giải Hình Ảnh NAACP                              | 2014 | Loạt Phim Chính Kịch Xuất Sắc Nhất                                                               | Treme                                                                                                 | Đề cử     | [ 115 ]         |
| Giải Hình Ảnh NAACP                              | 2014 | Nam Diễn Viên Chính Xuất Sắc Trong Phim Truyền Hình Chính Kịch                                   | Wendell Pierce                                                                                        | Đề cử     | [ 115 ]         |
| Giải Hình Ảnh NAACP                              | 2014 | Nữ Diễn Viên Chính Xuất Sắc Trong Phim Truyền Hình Chính Kịch                                    | Khandi Alexander                                                                                      | Đề cử     | [ 115 ]         |
| Giải Hình Ảnh NAACP                              | 2014 | Đạo Diễn Xuất Sắc Trong Phim Truyền Hình Chính Kịch                                              | Ernest Dickerson (cho tập "Dippermouth Blues")                                                        | Đề cử     | [ 116 ]         |
| Giải Tầm Nhìn NAMIC                              | 2011 | Màn Trình Diễn Xuất Sắc Nhất - Chính Kịch                                                        | Khandi Alexander                                                                                      | Đoạt giải | [ 117 ]         |
| Giải Tầm Nhìn NAMIC                              | 2011 | Màn Trình Diễn Xuất Sắc Nhất - Chính Kịch                                                        | Wendell Pierce                                                                                        | Đề cử     | [ 118 ]         |
| Giải Tầm Nhìn NAMIC                              | 2012 | Chính Kịch                                                                                       | Treme                                                                                                 | Đề cử     | [ 119 ]         |
| Giải Tầm Nhìn NAMIC                              | 2013 | Chính Kịch                                                                                       | Treme                                                                                                 | Đề cử     | [ 120 ]         |
| Giải Tầm Nhìn NAMIC                              | 2014 | Chính Kịch                                                                                       | Treme                                                                                                 | Đề cử     | [ 121 ]         |
| Giải Tầm Nhìn NAMIC                              | 2014 | Màn Trình Diễn Xuất Sắc Nhất - Chính Kịch                                                        | Khandi Alexander                                                                                      | Đề cử     | [ 121 ]         |
| Giải Hiệp Hội Điện Ảnh Và Truyền Hình Trực Tuyến | 2010 | Nam Diễn Viên Phụ Xuất Sắc Nhất Trong Phim Truyền Hình Chính Kịch                                | John Goodman                                                                                          | Đề cử     | [ 122 ]         |
| Giải Hiệp Hội Điện Ảnh Và Truyền Hình Trực Tuyến | 2010 | Nữ Diễn Viên Phụ Xuất Sắc Nhất Trong Phim Truyền Hình Chính Kịch                                 | Khandi Alexander                                                                                      | Đề cử     | [ 122 ]         |
| Giải Hiệp Hội Điện Ảnh Và Truyền Hình Trực Tuyến | 2010 | Dàn Diễn Viên Xuất Sắc Nhất Trong Phim Truyền Hình Chính Kịch                                    | Treme                                                                                                 | Đề cử     | [ 122 ]         |
| Giải Hiệp Hội Điện Ảnh Và Truyền Hình Trực Tuyến | 2010 | Chỉ Đạo Xuất Sắc Nhất Trong Phim Truyền Hình Chính Kịch                                          | Treme                                                                                                 | Đề cử     | [ 122 ]         |
| Giải Hiệp Hội Điện Ảnh Và Truyền Hình Trực Tuyến | 2010 | Kịch Bản Hay Nhất Trong Phim Truyền Hình Chính Kịch                                              | Treme                                                                                                 | Đề cử     | [ 122 ]         |
| Giải Hiệp Hội Điện Ảnh Và Truyền Hình Trực Tuyến | 2010 | Âm Nhạc Hay Nhất Trong Loạt Phim                                                                 | Treme                                                                                                 | Đề cử     | [ 122 ]         |
| Giải Hiệp Hội Điện Ảnh Và Truyền Hình Trực Tuyến | 2010 | Quay Phim Xuất Sắc Nhất Trong Loạt Phim                                                          | Treme                                                                                                 | Đề cử     | [ 122 ]         |
| Giải Hiệp Hội Điện Ảnh Và Truyền Hình Trực Tuyến | 2010 | Thiết Kế Sản Xuất Xuất Sắc Nhất Trong Loạt Phim                                                  | Treme                                                                                                 | Đề cử     | [ 122 ]         |
| Giải Hiệp Hội Điện Ảnh Và Truyền Hình Trực Tuyến | 2011 | Nữ Diễn Viên Phụ Xuất Sắc Nhất Trong Phim Truyền Hình Chính Kịch                                 | Khandi Alexander                                                                                      | Đề cử     | [ 123 ]         |
| Giải Hiệp Hội Điện Ảnh Và Truyền Hình Trực Tuyến | 2011 | Âm Nhạc Hay Nhất Trong Loạt Phim                                                                 | Treme                                                                                                 | Đề cử     | [ 123 ]         |
| Giải Peabody                                     | 2011 | Giải Peabody George Foster                                                                       | Blown Deadline Productions in association with HBO Entertainment                                      | Đoạt giải | [ 124 ] [ 125 ] |
| Giải Emmy Giờ Vàng                               | 2010 | Đạo Diễn Phim Truyền Hình Chính Kịch Xuất Sắc Nhất                                               | Agnieszka Holland (cho tập "Do You Know What It Means")                                               | Đề cử     | [ 6 ]           |
| Giải Emmy Giờ Vàng                               | 2010 | Âm Nhạc Gốc Và Lời Bài Hát Xuất Sắc Nhất                                                         | Steve Earle (cho ca khúc "This City" trong tập "I'll Fly Away")                                       | Đề cử     | [ 6 ]           |
| Giải Emmy Giờ Vàng                               | 2014 | Tuyển Diễn Viên Xuất Sắc Cho Miniseries, Điện Ảnh Hoặc Đặc Biệt                                  | Alexa L. Fogel & Meagan Lewis                                                                         | Đề cử     | [ 6 ]           |
| Giải Emmy Giờ Vàng                               | 2014 | Miniseries Nhất Sắc Nhất                                                                         | David Simon, Nina Kostroff Noble, Eric Overmyer, George Pelecanos, Carolyn Strauss & Joseph Incaprera | Đề cử     | [ 6 ]           |
| Giải Emmy Giờ Vàng                               | 2014 | Hòa Âm Xuất Sắc Cho Miniseries Hoặc Điện Ảnh                                                     | Bruce Litecky, Andy Kris & Blake Leyh (cho tập "...Sunset on Louisianne")                             | Đoạt giải | [ 6 ]           |
| Giải Emmy Giờ Vàng                               | 2014 | Kịch Bản Xuất Sắc Cho Phim Ngắn Tập, Điện Ảnh Hoặc Chính Kịch Đặc Biệt                           | David Simon & Eric Overmyer (cho tập "...To Miss New Orleans")                                        | Đề cử     | [ 6 ]           |
| Giải Vệ Tinh                                     | 2011 | Loạt Phim Chính Kịch Hay Nhất                                                                    | Treme                                                                                                 | Đề cử     | [ 126 ]         |
| Giải Vệ Tinh                                     | 2011 | Nam Diễn Viên Chính Xuất Sắc Nhất Trong Phim Truyền Hình Chính Kịch                              | Wendell Pierce                                                                                        | Đề cử     | [ 126 ]         |
| Giải Hiệp Hội Nhà Văn Hoa Kỳ                     | 2011 | Loạt Phim Mới                                                                                    | Lolis Eric Elie, David Mills, Eric Overmyer, George Pelecanos, Tom Piazza, Davis Rogan, David Simon   | Đề cử     | [ 127 ] [ 128 ] |

## Tại gia

### DVD và Blu-ray
| Mùa | Mùa | Tập | Ngày phát hành DVD và Blu-ray | Ngày phát hành DVD và Blu-ray | Ngày phát hành DVD và Blu-ray |
| Mùa | Mùa | Tập | Khu vực 1                     | Khu vực 2                     | Khu vực 4                     |
| --- | --- | --- | ----------------------------- | ----------------------------- | ----------------------------- |
|     | 1   | 10  | 29 tháng 3 năm 2011           | 30 tháng 5 năm 2011           | 30 tháng 3 năm 2011           |
|     | 2   | 11  | 17 tháng 4 năm 2012           | 28 tháng 5 năm 2012           | 4 tháng 4 năm 2012            |
|     | 3   | 10  | 19 tháng 11 năm 2013          | 30 tháng 9 năm 2013           | 23 tháng 10 năm 2013          |
|     | 4   | 5   | 28 tháng 1 năm 2014           | —                             | 19 tháng 2 năm 2014           |

Mùa đầu tiên của Treme được phát hành trên định dạng đĩa DVD và Blu-ray ở khu vực 1 vào ngày 29 tháng 3 năm 2011, khu vực 2 ngày 30 tháng 5 năm 2011, và khu vực 4 ngày 30 tháng 3 năm 2011. Phần bổ sung bao gồm hai phim tài liệu — "The Making of Treme" và "Treme: Beyond Bourbon Street" cũng như "The Music of Treme" - một tính năng chỉ có văn bản hiển thị thông tin bài hát trong các tập phim. Đĩa Blu-ray có các đoạn bổ sung tương tự cộng với một tính năng đặc biệt - "Down in the Treme: A Look at the Music and Culture of New Orleans" chứa văn bản hiển thị thông tin về âm nhạc, tiếng lóng, địa điểm và nhân vật.
Bộ này bao gồm năm bài bình luận các tập phim tiêu biểu trong mùa đầu tiên – "Do You Know What It Means" với người đồng sáng tạo/nhà sản xuất điều hành David Simon và Eric Overmyer; "Right Place, Wrong Time" với Wendell Pierce, Khandi Alexander và nhà phê bình truyền hình Alan Sepinwall; "All on a Mardi Gras Day" với Overmyer và nhà sản xuất/đạo diễn Anthony Hemingway; "Wish Someone Would Care" với nhà sản xuất/biên kịch George Pelecanos và John Goodman; cuối cùng là "I'll Fly Away" với Simon và nhà sản xuất điều hành Nina Kostroff Noble. Nội dung bình luận theo từng cảnh cụ thể cho tất cả các phần âm nhạc trong mỗi tập được thực hiện bởi Josh Jackson và Patrick Jarenwattananon đến từ đài phát thanh WWOZ FM-90.7, người đã viết các bài phân tích về âm nhạc của Treme trên NPR.org.
Mùa thứ hai phát hành trên DVD và Blu-ray ở khu vực 1 vào ngày 17 tháng 4 năm 2012, khu vực 2 ngày 28 tháng 5 năm 2012, và khu vực 4 ngày 4 tháng 4 năm 2012. Phần bổ sung bao gồm ba cảnh đằng sau hậu trường – "The Art of Treme", "Behind Treme: Food for Thought" và "Behind Treme: Clarke Peters and the Mardi Gras Indians", cũng như "The Music of Treme" - một tính năng tương tự như trong bản phát hành đĩa phần đầu. Dành riêng độc quyền cho Blu-ray là "Down in the Treme: A Look at the Music and Culture of New Orleans", tính năng này giống với mùa một.
Bộ này bao gồm bốn bài bình luận các tập phim tiêu biểu trong phần hai – "Accentuate the Positive" với đạo diễn Anthony Hemingway, các diễn viên Kim Dickens và Lucia Micarelli; "Carnival Time" với đạo diễn Brad Anderson và giám sát âm nhạc Blake Leyh; "What Is New Orleans?" với nhà văn George Pelecanos cùng hai diễn viên Clarke Peters và Rob Brown; cuối cùng là "Do Whatcha Wanna" với nhà sáng tạo David Simon, nhà sản xuất điều hành Nina Kostroff Noble và Wendell Pierce. Tương tự như bản phát hành đầu tiên, lời bình luận theo từng cảnh cụ thể cho tất cả các phần âm nhạc trong mỗi tập do Josh Jackson của WBGO và Patrick Jarenwattananon đến từ NPR Music thực hiện.
Mùa thứ ba phát hành trên DVD và Blu-ray ở khu vực 1 vào ngày 19 tháng 11 năm 2013, khu vực 2 ngày 30 tháng 9 năm 2013, và khu vực 4 ngày 23 tháng 10 năm 2013. Phần bổ sung bao gồm ba cảnh đằng sau hậu trường – "Behind Treme: Chef Dinner", "Behind Treme: Neville Brothers" và "Behind Treme: David Simon". Dành riêng độc quyền cho Blu-ray là "The Music of Treme" và "Down in the Treme: A Look at the Music and Culture of New Orleans", hai tính năng giống với hai mùa đầu. Bộ này cũng bao gồm năm bài bình luận bằng âm thanh và lời bình luận theo từng cảnh cụ thể cho tất cả các phần âm nhạc trong mỗi tập được thực hiện bởi Josh Jackson và Patrick Jarenwattananon.
Mùa cuối cùng phát hành trên DVD và Blu-ray ở khu vực 1 vào ngày 28 tháng 1 năm 2014. Phần bổ sung bao gồm hai bài bình luận bằng âm thanh cho hai tập phim "Yes We Can Can" với người sáng tạo David Simon / nhà văn George Pelecanos và "To Miss New Orleans" với Simon, nhà sản xuất điều hành Nina Noble cùng diễn viên Clarke Peters. Một bộ hộp cứng Blu-ray hoàn chỉnh cũng đã được ra mắt vào ngày 28 tháng 1 năm 2014 tập họp tất cả các tập và tính năng đặc biệt từ các phần phát hành riêng lẻ, ngoài ra còn có một đĩa quà tặng chứa 71 phút biểu diễn âm nhạc có trong series.

### Nhạc nền
Treme: Music From the HBO Original Series, Season 1 được phát hành bởi hãng thu âm Geffen Records vào ngày 28 tháng 9 năm 2010. Nhạc phim bao gồm 19 bài hát trong phần đầu tiên của một số nghệ sĩ nhạc Jazz xuất hiện trong chương trình, cũng như ca khúc do các thành viên thể hiện. Tập nhạc sau đó đã nhận được hai đề cử giải Grammy danh giá ở hạng mục Album Nhạc Phim Tổng Hợp Hay Nhất Cho Phim Điện Ảnh, Truyền Hình Hoặc Truyền Thông Thị Giác và Bài Hát Hay Nhất Được Viết Cho Phim Điện Ảnh, Truyền Hình Hoặc Truyền Thông Thị Giác cho ca khúc "This City" của Steve Earle. Nhạc phim tiếp theo chứa tổng cộng 18 bài hát trong mùa thứ hai được phát hành vào ngày 17 tháng 4 năm 2012.